# نارایانا
نارایانا (زبان سانسکریت: नारायण,  IAST : Nārāyaṇa, همچنیننارایان) هستی مطلق اعلی در هندوئیسم بوده و خدای اعلی در ویشنوپرستی تلقی می‌شود. باگاواتا پورانا نارایانا را پارا برامان که جهانهای بی‌انتها را آفرید و در هر یک به عنوان ارباب جهان وارد می‌شود می‌خواند.